# مرزوق زكي
مرزوق زكي المبارك، من مواليد 27 ديسمبر 1987، لاعب كرة قدم كويتي.
بدأ مع نادي الساحل الكويتي منذ موسم 2006/2007، وفي موسم 2011 انتقل إلى نادي العربي الكويتي. وهو يلعب مع نادي برقان منذ 2014.
و هو يلعب مع منتخب الكويت الأولمبي لكرة القدم.